# 로베르트 프란츠

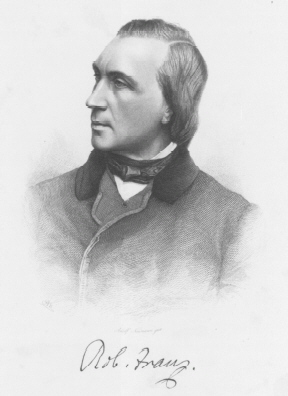

로베르트 프란츠(Robert Franz, 1815년 6월 28일 ~ 1892년 10월 24일)는 주로 가곡 분야를 맡은 독일의 작곡가이다.
프란츠는 레이베, 브람스와 마찬가지로 슈만과 연결된다. 약 350의 성악곡의 대부분이 <나의 큰 고민에서>, <장미는 말했다>, <안녕> 등이 대표하는 서정적인 가곡으로, 형식은 유절가곡(有節歌曲)이나 민요와 밀접한 관계를 가지고 있다.
보헤미아풍, 헝가리풍, 독일풍이니 하듯이 국민적 또는 지방적인 색채를 선천적으로 애호했다. 다만 브람스의 가곡에 대해서만은 비판적인 입장을 취하고 있다.